# Остин Ейрис
Даниъл Хийли (Дан) Солуолд-младши, познат под сценичното име Остин Ейрис, е американски професионален кечист.
Служител в американската професионална кеч компания WWE, участвайки в тяхната марка NXT. Ейрис е познат а участието си в Total Nonstop Action Wrestling (TNA), където е носител на Световната титла в тежка категория на TNA, Световните отборни титли на TNA и Х Дивизионната титла на TNA, и в Ring of Honor (ROH), където е двукратен носител на Световната титла на ROH.

## Професионална кеч кариера
Солуолд започна да тренира с Еди Шарки и Тери Фокс през 2000 и дебютира на 11 ноември 2000, срещу „Шерифа“ Джони Емералд. Той се и в средния запад а няколко години преди неговата източно-крайбрежна кеч кариера се изстреля след като прогресира до финалите на Турнира на ECWA Супер 8 през 2004, където е победен от Кристофър Даниълс.

### Ring of Honor (2004 – 2007)
Оттогава той се присъедини към Ring of Honor. Ейрис направи своя дебют в главното шоу на ROH ROH: Преродената сцена 2 в Чикаго Ридж, Илинойс на 24 април 2004. Ейрис не успя да спечели, губейки четири-ъглов оцеляващ мач, същ включващ Джими Рейв, Роки Ромеро, и победителя, Нигел Макгинес. Ейрис е планиран да се завърне на шоуто на 22 май, Следващо поколение, за да се бие в серии за една вечер, които да представи младите новопристигнали талант на ROH. Алекс Шели обаче избра Ейрис, заедно с Родерик Стронг и Джак Еванс, като член на новата формация (също с цел да представи младите, новопристигнали таланти на ROH), която, вместо да получава техните шансове, просто си ги взимали. Групата получава името Следващото поколение като тяхно собствено.
Ейрис спечели Световната титла на ROH на Последна битка 2004 на 26 декември 2004, във Филаделфия, Пенсилвания като победи най-дълго-кратния Световен шампион на ROH Самоа Джо. На юни 16, 2005, Ring of Honor обяви Ейрис за новия главен треньор на кеч училището на ROH, замествайки стария главен треньор, Си Ем Пънк, който подписа договор с World Wrestling Entertainment. След шестмесечна серия от защити без спирани, повечето от които бяха международни, Ейрис загуби титлата от Си Ем Пънк на 18 юни 2005.
На 17 декември в Едисън, Ню Джърси на Последна битка 2005, Ейрис партнира на Стронг и победиха Сал Ринауро и Тони Мамалюк за Световните отборни титли на ROH. Тогава двамата разединиха Следващото поколение на 3 юни 2006. В мач за пръв път някога, Ейрис на звездата от Pro Wrestling Noah и бившия шампион в полутежка категория на GHC КЕНТА в Чикаго на 24 април, но е победен от Тръшването за лека нощ на КЕНТА.
На 16 септември, той и съотборника му Стронг загубиха Световните отборни титли на ROH от Кралете на кеча (Крис Хироу и Клаудио Кастаньоли). Ейрис и Стронг продължаваха да бъдат отбор до края на годината. На Битката на Иконите на 27 януари 2007, Ейрис и Стронг партнираха на Джак Еванс и победиха Дейви Ричардс, Делириъс и ШИНГО. Това очевидно събрание на Следващото Поколение не е дълго, като на следващото шоу на 16 септември, Стронг атакува Ейрис след техния мач за титлите срещу Кристофър Даниълс и Мат Сайдал. Тогава Стронг сформира „Безгрижния корпус“ с Дейви Ричардс. Джак Еванс пристигна и отдръпна Стронг от Ейрис, но отказа да бъде на ничия страна. На следващата, Ейрис извика Стронг два пъти, но не можа да го атакува. Когато Еванс отказа да бъде на негова страна, Ейрис каза, че ще сформира група с членове на новото поколение на кеча. Така, той сформира „Устойчивостта“ с Ерик Стивънс и Мат Крос
На 27 април Ейрис неуспешно предизвика Такеши Моришима за Световната титла на ROH. На 4 май 2007, Ring of Honor обявиха на техния уебсайт, че са били подписал pay-per-view сделка с G-Funk Sports and Entertainment. След това съобщение, TNA отписаха Ейрис и Хомисайд, заради подписването на договори с TNA, от всички шоута на Ring of Honor.

### Total Nonstop Action Wrestling (2005 – 2007)
През юли 2005, Total Nonstop Action Wrestling проведоха Интернет анкета за да изберат опонент за Х Дивизионния шампион на TNA Кристофър Даниълс на техния pay-per-view турнир на 14 август, Жертване 2005. Маркиран като „Интернет мечтан мач“, анкетата предложи Ейрис, Родерик Стронг, Джей Литал и Мат Сайдал, нито един от които е подписал с TNA или се е появявал в компанията както обикновено. Ейрис спечели анкетата с категорична победа, и се би с Даниълс в мач без заложба на Жертване, който загуби. След събитието е имало слухове, че служителите на TNA били впечатлени от Ейрис и с мислели да му предложат договор, и тези слухове са изглеждали обосновани, когато Ейрис срещна и победи Родерик Стронг на Несломими на 11 ноември в „представителен мач“.
На 22 септември 2005 Ейрис обяви на неговия уебсайт, че е получил договор за TNA, и възнамерява да го подпише. той стана обикновен служител в състава на TNA, и сформира формация с Родерик Стронг и Алекс Шели. Много фенове сравниха тази група с второто пристигане на Следващото поколение, който включва Шели, Стронг, Ейрис, и Джак Еванс в Ring of Honor.
През февруари 2006 той и Стронг бяха съкратени за два месеца, заради закъсняване с четири часа на pay-per-view турнира Срещу всеки шанс. Това се случи заради решението на Ейрис и Стронг да останат в Лонг Айлънд за шоу на ROH, въпреки нареждането в последната минута от TNA да пътуват към Флорида заради потенциална снежна буря.
Преди Прославяне, започнаха да се рекламират промота на дебюта на нова звезда, Остин Стар, а на събитието с посланието „Роди се Звезда (Стар)“. Стар се появи в TNA на 22 октомври като първия участник и стана победител в „Отворения Х Дивизионно-пореден мач Кралска битка с покани от Кевин Неш“ на Прославяне. След мача, Кевин Неш представи Стар с трофей по боулинг, го прегърна.
На следващия епизод на Impact! е обявено, че Стар ще работи по-близко с групата на Неш Папаражката Продукция, за жалост на единия от основателите на групата, Алекс Шели. Стар замести Джони Девин като член на Папаражката Продукция и участва в Папаражките шампионски серии заедно с Шели, евентуално губейки от Шели във финалите на Крайно решение 2007. Стар започна вражда с Сенши.
На 18 април 2007 Стар е съкратен за деветдесет дни. На 7 май е осведомено от The Wrestling Observer Newsletter, че са го съкратили, защото TNA го помолили да запише промо винетки за ден, който той смята за почивен. Накрая Стар се съгласи да направи запис винетките, но TNA видя това като лошо отношение и бе причината за съкратяването му. По време на съкращението, Ейрис поиска и получи да бъде освободен от TNA.

### Завръщане в ROH (2007 – 2010)
Месец по-късно, след като е освободен от TNA, Ейрис направи завръщането си в Ring of Honor. На Стоим Заедно на 22 юни 2007, Ейрис е в публиката, но като „фен“. По време на мача между Безгрижния корпус и Устойчивостта, той е извикан вербално от Родерик Стронг. Ейрис се опита да прескочи защитната преграда, но е изведен от охраната и вече не е нает от компанията. На следващата вечер, на Достигане, Ейрис отново е в публиката. След отборен мач между шестима между Безгрижния корпус и Делириъс и Устойчивостта, Ейрис избяга извън публиката и атакува Корпуса. Тогава той подписа договор с ROH на ринга.
Първият мач на Ейрис се случи на Пистата до Върховния турнир: Първа нощ, където се би с Родерик Стронг, Джими Рейв и Гран Акума в Четворна битка за Световната титла в тежка категория на FIP. Враждата между Устойчивостта и Корпуса продължи до Смърт преди нечестност 5 уикенда на ROH. На първата вечер, Ейрис партнира на Ерик Стивънс и победиха Родерик Стронг и Роки Ромеро. Обаче, те не спечелиха на следващата вечер, когато те, заедно с Делириъс, загубиха Уличен бой от Корпуса и Мат Сайдал.
На Меле в Манхатан 2, Ейрис победи бившите членовете на Следващото поколение Родерик Стронг и Джак Еванс в мач тройна заплаха. На Слава с чест 6: Втора нощ, Ейрис напусна Устойчивостта за да може да се фокусира в спечелването на Световната титла на ROH. На Издигане, Ейрис се би с шампиона на ROH Нигел Макгинес и загуби в опит да спечели Световната титла на ROH.
Ейрис започна да действа разочаровано, след като загубва мачове и започна да отказа да се ръкува след тях. Джими Джейкъбс показа интерес за добавянето на Ейрис към Ерата на падението. Тами Сич също предложи своите услуги на мениджър на Ейрис. Ейрис е победен от Макгинес за втори път на Събитието на честта III през март 2008. След това Ейрис остана с Лейси, привидно присъединявайки се към Ерата на падението. Ейрис се завърна през април и разкри, че Лейси е решила да напусне Ерата на падението и че той и Лейси са станали двойка. Това ядоса Джейкъбс, който атакува Ейрис и започна вражда с него. Кратко след това Лейси е очевидно атакувана от Джейкъбс.
На 23 април Ейрис е избран от Джей Бриско като заместник за брат му Марк Бриско за да защитават Световните отборни титли на ROH срещу Ерата на падението, след като Марк не може да се бие заради травма. Причината за този избор е споделената омраза на Ейрис и Братята Бриско към Ерата на падението. Ейрис не се считаше, че е спечелил титлата за втори път, а по-скоро за заместник в защитата на титлите. След първата и последната им защита, титлите бяха освободени.
На 6 юни Ейрис партнира с Брайън Даниълсън в турнира на Ring of Honor за новите Световни отборни титли. Те победиха Родерик Стронг и Дейви Ричардс в първия кръг, преди да бъдат елиминирани във втория от евентуалните победители Джими Джейкъбс и Тайлър Блек. На 7 юни Ейрис и Даниълсън получиха мач за титлите срещу Джейкъбс и Блек, но бяха победени, когато Блек тушира Даниълсън след Phoenix Splash.
На 27 юни Ейрис е победен от Некро Бъчър в мач с „Либерални правила“ след удар със стол в главата. Ейрис не успя да извади Бъчър от Ерата на падението и когато Некро токаза, той спря да се бие срещу него. На 28 юни, Ейрис тушира Световния отборен шампион Джими Джейкъбс в мач с „Либерални правила“ след 450° splash въпреки намесата от Некро Бъчър, Тайлър Блек, Алисън Уондърланд, и МисЧиф. На 25 юли, Ейрис и Джей Бриско победиха Световните отборни шампиони на ROH Ерата на падението (Джими Джейкъбс и Тайлър Блек) в мач без дисквалификации, когато Бриско тушира Блек. На 26 юли, в Детройт, Ейрис прекара повечето от време на шоуто в побой над Джими Джейкъбс, завършвайки като двамата се биха на върха на 6-метрова стълба. Партньора на Джейкъб от Ерата на падението, Некро Бъчър накрая тикна стълбата, на която двамата преминаха през маса.
Ейрис продължи да враждува с Джими Джейкъбс до края на годината. Във втория мач Война в Стоманена клетка на Слава с чест 8, Орбора на Ейрис (Ейрис, Братя Бриско) победиха Отбора на Джейкъбс (Джейкъбс, Блек, Делириъс) и Отбора на Некро (само него). Двамата имаха най-доброто в две от три серии за да прекратят враждата си. Първия мач се проведе на Ринга на убийството 2, където Джейкъбс (с помощта на Делириъс и Броди Лий) победи Ейрис в мач Тушовете важат навсякъде. Втория мач се проведе на Граница от омраза, и Ейрис победи кървящия Джейкъбс в мач с кучешки нашийник. Определящият мач е на Издигане 2009 в мач „Предавам се“. Лейси се завърна в ROH в ъгъла на Ейрис и Ейрис спечели мача. Ейрис продължи враждата си с Ерата на падението, но този път със силно аплодирания Тайлър Блек. На Последна битка 2008 Блек е победен от Ейрис в мач за главен претендент. След мача Джейкъбс атакува Блек и Ейрис притича, за да му помогне. Вместо това Ейрис помогна на Джейкъбс да атакуват Блек. След това Ейрис обясни причината защо атакува Блек – защото феновете са му обърнали гръб.
В допълнение към работата му в ROH, Остин Ейрис е обявен за член на Отбора на епичната война за турнира на Кралете на триотата на Chikara. На първата вечер, Ейрис, заедно с Райън Драго и Тони Козина, загубиха от Първото семейство (Арик Кенън, Дарин Корбин и Райън Круз) в първия кръг. На втората вечер Ейрис загуби от Играча Дос в Rey de Voladores започващите четириъглови мачове. На последната вечер Ейрис загуби от Еди Кингстън в индивидуален мач.
В началото на 2009, Ейрис също претърпя пълна промяна на героя, изрязвайки своята дълга коса, облечен в розови и черни екипи, и пристигайки на ринга с ярко розово кожено яке. Той напълно заличи своята тъмна личност и усвои нова роля на женкар, често наричайки се „Двойния А“ и „Най-великия човек, живял някога“, последно след песента на Weezer, която също стана новата му входна песен.
На 13 юни 2009 на Меле в Манхатан 3, Ейрис спечели торен елиминационен мач срещу Световния шампион на ROH Джери Лин и Тейлър Блек, ставайки първия човек, носител на Световната титла на ROH за повече от един път. На 19 декември 2009, на Последна битка 2009, Първия pay-per-view турнир на живо на ROH, той защити титлата като се би срещу Тайлър Блек до 60-минутното лимитно равенство на времето. На 13 февруари 2010, в главния мач на 8-ото Годишно шоу на ROH, Ейрис загуби Световната титла на ROH от Тайлър Блек. По време на следващия месец той враждува с Делириъс и Джери Лин, докато също е мениджър на Рет Тайтъс и Кени Кинг, отбора познат като Ол Найт Експрес, описвайки се като „Най-великия мениджър, живял някога“. През октомври 2010 профилът на Ейрис е премахнат от официалния уебсайт на ROH след отчети, че компанията ще намалява размера на своя състав. На 6 октомври 2010, компанията-съперник Evolve обяви, че Ейрис ще направи своя дебют в компания на 20 ноември.

### Dragon Gate USA (2010 – 2011)
На 12 октомври 2010, Dragon Gate USA обяви, че Ейрис е подписал договор с компанията. Ейрис направи своя дебют в компанията на 29 октомври на pay-per-view турнира Бушидо: Кода на война, където той е победен от шампиона на Освободената мечтана порта Масата Йошино в мач без заложба. След мача Рич Суон, на когото Ейрис е предложил да бъде като негово протеже, отказа предложението. На 28 януари 2011, на Обединение: Ню Йорк Сити, Ейрис победи Суон в индивидуален мач. На следващия месец Ейрис започна сюжет, където той да твърди, че е загубил мотивацията си за неговата професионална кеч кариера, след като се провали да участва в Достатъчно издръжлив, преди да заложи своята Dragon Gate USA кариера, за да получи последен шанс за мач срещу Йамато и Титлата на Освободената свободна порта. На 2 април на Покачване на живака 2011, Ейрис не успя с предизвикателството си, което очевидно приключи кариерата му в Dragon Gate USA. На следващия ден на Посрещнете Върховна порта, Ейрис е победен от Джими Джейкъбс, който бе описан като последния му мач в Dragon Gate USA. Обаче след мача Ейрис се престори, че е припаднал от хватката на Чък Тейлър, Джони Гаргано и Рич Суон, триото познато като Ронин, след като им обърна гръб и се присъедини към главната зла група на компанията, Кървящите войни, твърдейки, че е намерил своята цел под ръководството на ЧИМА. Кървящите войни и Ронин се биха в отборен елиминационен мач между шестима на 5 юни на Свободния Дрокон 2011, който Суон, спечели след като Джони Гаргано which Ronin won after Johnny Gargano успя да накара ЧИМА и Ейрис да се предадат.
На 9 юни 2010 е съобщено, че Ейрис е оставил Dragon Gate USA и Evolve, за да започне кариера извън професионалния кеч. После Ейрис обяви, че се оттегля от професионалния кеч, защото „не искал да бъде Ренди Овена за 10, 20 години.“ Обаче, he рещи да продължи да се бие след като получи сделка от Total Nonstop Action Wrestling

### Завръщане в TNA

#### Х Дивизионен шампион (2011 – 2012)
На 13 юни 2011, на записите на 16 юни за епизод на Impact Wrestling, Ейрис направи завръщане в TNA, побеждавайки Джими Рейв и Кид Каш в първия кръг на Представителния турнир на Х Дивизията за договор с компанията. На 10 ли на Дестинация Х, Ейрис победи Джак Еванс, Лоу Кий и Зема Йон, спечели турнира и получи договор на TNA. В първия си мач в Impact Wrestling след като официално е подписан наново, Ейрис победи Шанон Муур в индивидуалне мач, след като го удари със стоманена верига и тогава го тушира за победа, връщайки своя Джойнния А и правейки го злодей. На 21 юли на Impact Wrestling, Ейрис коства на Алекс Шели, който преди това го прекъсна на победата му над Шанон Муур, шанса му за Х Дивизионната титла. Две седмици по-късно, Ейрис победи Шели в индивидуален мач. На 7 август на Хардкор правосъдие, Ейрис и Шели участваха в троен мач за Х Дивизионната титла на TNA, но и двамата не успяха да спечелят титлата от шампиона, Брайън Кендрик.
На 18 август на Impact Wrestling Ейрис спечели пореден мач с осем души за друг шанс за Х Дивизионната титла. На 11 септември на Безотказно поеди Кендрик и спечели Х Дивизионната титла за пръв път. На 16 октомври на Прославяне, Ейрис победи Кендрик в реванша и запази титлата. На 13 ноември на Повратна точка, Ейрис победи Джеси Сьоренсен и Кид КАш в троен мач и запази Х Дивизионната титла. На 11 декември на Крайно решение, Ейрис победи Каш в индивидуален мач за титлата. На 8 януари 2012, на Генесис, Ейрис успшно защити титлата в четворен елиминационен мач срещу Джеси Соренсен, Кид Каш и Зема Йон. На 12 февруари Срещу всеки шанс, Ейрис победи Шели в неговия мач с предаване последен съд и успешно защити титлата. На 8 март на Impact Wrestling, Ейрис е победен от Йон чрез дисквалификация, след като Ейрис е хванат, докато използва спрея за коса на Йон на него; и затова Ейрис запази титлата си. На 12 март, Ейрис стана най-дълго-кратния шампиона, чупейки предишния рекорд от 182 дни, на Кристофър Даниълс през 2005. На 18 март на Път към победа, Ейрис успешно защити титлата си срещу Йон. На следващия епизод на Impact Wrestling, Ейрис отново защити титлата след като се би с Йон, Кид Каш и Антъни Нийз, но никой не спечели, след намеса от Були Рей. Ейрис окончателно стана добър, след като партнира на Джеймс Сторм и победиха Рей и Боби Рууд в главния мач. Враждата между Ейрис и Рей продължи на 15 април на В капан, където двамата бяха избрани в противоположни отбори в ежегодния мач в Смъртния затвор. Отбора на Ейрис, воден от Джарет Бишоф, победи отбора на Рей, воден от Ерик Бишоф. Ейрис продължи своя рекорд на 10 май в Impact Wrestling след като успешно защити титлата си срещу Зема Йон. Три дни по-късно, Ейрис победи Були Рей в мач, карайки го да се предаде от Last Chancery. на 19 май, Ейрис обяви, че е подписал разширителен договор с TNA. На живо в епизода на 31 май на Impact Wrestling, Ейрис успешно защити титлата срещу Крис Сейбин. По-рано в епизода, Ейрис има спречкване със Самоа Джо, което накара Джо да коства мача на Ейрис с Кримсон на следващата седмица. На 10 юни на Годишно тръшване, Ейрис победи Джо и запази титлата. На следващия ден на Impact Wrestling, Ейрис се би в първия си Върховен Х мач, където успешно запази титлата срещу Крис Сейбин и Зема Йон.

#### Световен шампион в тежка категория (2012 – 2013)
След неговата победа, Ейрис съобщи, че не е доволен да бъде просто Х Дивизионния шампион, което доведе до обещание от главния мениджър Хълк Хоуган за шанс за Световната титла в тежка категория на TNA, но ако предаде Х Дивизионната титла. На следващата седмица, Ейрис се съгласи с условията на уговорката, че всяка година преди ежегодния pay-per-view турнир Дестинация Х, на бъдещите Х Дивизионни шампиони ще бъде даден същия шанс. Ейрис освободи Х Дивизионната титла две седмици по-късно, свършвайки рекорда му от 298 дни. На 8 юли, Ейрис победи Боби Рууд в главния мач на Дестинация Х и стана новия Световен шампион в тежка категория на TNA. На 17 юи, президента на TNA Дикси Картър съобщи, че Ейрис е подписал нова дълго-кратна сделка с компанията. Ейрис и Рууд имаха реванш без заложба на 19 юли на Impact Wrestling, който приключи без победител, когато и двамата бяха атакувани от маскирани нападатели, познати само като „Аса и осмици“. На 12 август на Хардкор правосъдие, Ейрис успешно защити Световната титла в тежка категория на TNA срещу Рууд, с условие преди мача, което не позволява на Рууд да получи друг шанс за титлата, докато Ейрис е шампиона. По време на следващите седмици, Ейрис приключи с Рууд, за да защитава TNA срещу Аса и осмици. На 20 септември на Impact Wrestling, след като Джеф Харди спечели Славните серии за 2012 стана следващия претендент на Ейрис за Световна титла в тежка категория, Ейрис започна да роботи нито като лош, нито като добър, твърдейки, той би могъл да съвпадне всичко, което Харди е направил през цялата си карира. На 11 октомври, по време на последния епизод на Impact Wrestling преди Прославяне, Ейрис продължи да бъде лош, твърдейки, че работи най-добре, когато хората са срещу него, преди да го удари под пояса с въжетата на ринга и да му направи brainbuster. Три дни по-късно в главния мач на Прославяне, май-голямото събитие на TNA, Ейрис загуби Световната титла в тежка категория от Харди, оставайки Ерис като носител за 98 дни.
На 25 октомври на Impact Wrestling, Ейрис атакува Харди, след като той успешно защити титлата си срещу Кърт Енгъл, открадна един от двата пояса и съобщи, че реванша им ще бъде на Точка на пречупване. На 11 ноември на pay-per-view турнира, Ейрис не успя да си върне Световната титла в тежка категория от Харди в мач със стълби. На 22 ноември на Impact Wrestling, Ейрис престана с Харди, за да разкрие тайно приятелство между Були Рей и дъщерята на главния мениджър Хълк Хоуган Брук. На следващата седмица, Ейрис е избран от Хоуган за главен претендент за Х Дивизионната титла на Роб Ван Дам. Ейрис победи Ван Дамв главния мач чрез дисквалификация, след намеса от Були Рей, но тъй като титлата не сменя носителя чрез дисквалификация Ван Дам я запази. На 9 декември на Крайно решение, Ейрис победи Рей в индивидуален мач, след разсейване от Брук и Хълк Хоуган и удар под пояса от Ейрис. На 13 декември на Impact Wrestling, Ейрис е разобличен като човека, плащал на Аса и осмици, за да пречат на Боби Тууд, който първоначално плаща на групата да му помогнат да спечели Световната титла в тежка категория, на pay-per-view турнира, което доведе да бъде главен претендент срещу Джеф Харди. На 20 декември на Impact Wrestling, Ейрис не успя с предизвикателството за Световната титла в тежка категория на Джеф Харди, след намеса от Боби Рууд. Ейрис и Рууд се биха в претендентски мач на 27 декември на Impact Wrestling. Мача приключи без победител, след като двамата бяха атакувани от съдията Ърл Хебнър, и след това от Харди. Враждата приключи с троен елиминационен мач на 13 януари 2013 на Генезис, където Ейрис се провали да спечели Световната титла в тежка категория от Харди.

#### Опити за носител на титли (2013 – 2015)
На 25 януари, на записите за епизода на 7 февруари на Impact Wrestling в Манчестър, Англия, Рууд и Ейрис победиха Чаво Гереро и Хернандез и спечелиха Световните отборни титли на TNA, правейки Ейрис Тройната корона на TNA. Рууд и Ейрис направиха тяхната първа успешна защита на титлите на 10 март на В капан, побеждавайки Лошото влияние (Кристофър Даниълс и Казариън) и Чаво Гереро и Хернандез в троен мач. На 21 март на Impact Wrestling, ййрис и Рууд победиха Гереро и Хернандез и запазиха титлите си, след намеса от Даниълс и Казариън. След това шампионите бяха атакувани от Даниълс и Казариън. На 11 април на Impact Wrestling, Рууд и Ейрис загубиха титлите от Гереро и Хернандез в мач два-от-три-туша, били шампиони за 76 дни. Ейрис и Рууд получиха техния реванш на 25 април на Impact Wrestling, но отново бяха победени от Гереро и Хернандез, след намеса от Кристофър Даниълс и Казариън. Ейрис и Рууд се биха я претендентски мач на 9 май на Impact Wrestling, обаче, мача приключи без победител, след като специалния гост съдя Джеймс Сторм направи супер ритник на Ейрис и Даниълс и напусна мача. Ейрис и Рууд получиха друг шанс за титлите на Гереро и Хернандез на 2 юни на Годишно тръшване, в елиминационен мач фатална четворка, който е спечелен от Гънър и Джеймс Сторм.
На 13 юни на Impact Wrestling, Ейрис победи Ерик Йънг за да се квалифицира за Славните серии за 2013. На следващата седмица, Ейрис победи Джей Брадли в неговия пръв мач в сериите чрез туш, получавайки седем точки в турнира. На 27 юни на Impact Wrestling, Ейрис се определи като Суисайд и победи Крис Сейбин и Кени Кинг, и спечели втората си Х Дивизионна титла. Ейрис си свали маската на края на шоуто, след като Хълк Хоуган откри истинския Суисайд и накара фалшивия да си свали маската, и обяви, че е предназначено да предаде Х Дивизионната титла за Световната титла в тежка категория на Дестинация Х. Следващата седмица обаче Ейрис загуби Х Дивизионната титла от Сейбин в троен мач, който включва истинския Суисайд, познат като Маник. На 1 август на Impact Wrestling, Ейрис стана добър след като похвали Ей Джей Стайлс, преди да бъде прекъснат от бившия си партньор Боби Рууд. Ейрис също се би в Славните серии, преди да бъде елиминиран от Стайлс на 12 септември на Impact Wrestling: Без отказ.
На 20 октомври на pay-per-view турнира Прославяне, Ейрис се би в Върховен Х мач за Х Дивизионната титла, но мачът е спечелен от Крис Сейбин. На 12 декември на Impact Wrestling, Ейрис победи Сейбин и спечели Х Дивизионната титла за трети път. На 2 януари 2014 на епизод на Impact Wrestling, Ейрис загуби титлата от Сейбин. Три седмици по-късно, на 23 януари специалния епизод на Impact Wrestling: Генезис, Ейрис още веднъж победи Сейбин за Х Дивизионната титла на TNA за четвърти път. На 6 февруари на Impact Wrestling, Ерис успешно защити титлата срещу Зема Йон, който използва своето Feast or Fired куфарче.
Три седмици по-късно, на 27 февруари Impact Wrestling, участва като специален гост съдия в мач между Боби Рууд и Ем Ви Пи. Ейрис атакува Ем Ви Пи и позволи на Рууд да спечели, ставайки лош още един път. На 2 март, Ейрис загуби Х Дивизионната титла от Сейа Санада на събитието на Wrestle-1 Кайзен: Нападение в Токио, Япония. На 22 май на Impact Wrestling, Ейрис помогна на Ерик Йънг срещу Ем Ви Пи, Лешли, и Кени Кинг, но е атакуван от триото, ставайки добър а пореден път. На 15 юни 2014 на Годишно тръшване, Ейрис се би с Кени Кинг в мач за претендент за титлата на Ерик Йънг по-късно същата вечер. Ейрис победи Кинг и получи главния мач за Световната титла на TNA, който той загуби чрез туш от шампион Ерик Йънг, който защити титлата.
На 20 юни на записите за Impact Wrestling, Ейрис отново спечели Х Дивизионната титла от Санада за пети път. Пет дена след като защити титлата, Ейрис избра да предаде титлата за шанс за Световната титла в тежка категория на TNAна Дестинация Х на 26 юни, където загуби от шампиона Лешли. На 7 януари 2015 Ейрис победи Лоу Кий и спечели титлата за шести път на дебютиращото издание на Impact Wrestling по Destination America. После Лоу Кий си върна титлата по време на епизод на Impact Wrestling на 16 януари, след намеса от Разбиващия клан.
Същата вечер, по време на епизод на Impact Wrestling на 23 януари спечели ежегодното Feast or Fired, получавайки шанс за Световната титла в тежка категория на TNA. През февруари и март, Ейрис продължи да враждува с Разбиващия клан, след като Лоу Кий му открадна куфарчето, след мач срещу Самоа Джо, но евентуално Ейрис си го върна. Ейрис сформира наново Мръсните злодей с Боби Рууд, предизвиквайки Вълците на най-доброто от 5серии за Отборните титли, Вълците спечелиха първите два мача и Ейрис и Рууд спечелиха третия. На Дестинация Х, Ейрис използва куфарчето Feast or Fired за Световната титла в тежка категория на TNA на Кърт Енгъл, обаче Енгъл си запази титлата. След като победиха Вълците в четвъртия мач в сериите (който бе мач пълно метално меле), Ейрис победи Дейви Ричардс на Годишно тръшване, за да избере какъв да бъде вида на последния мач в сериите. Ейрис и Рууд избраха отборен мач Железния човек който те загубиха, губейки сериите заедно с това. На 5 август 2015 на Impact Wrestling (излъчено преди освобождаването му) Ейрис помоли за шанс за титлата Генералния мениджър Були Рей уреди мач срещу Рокстар Спъд, след като Ехрис стана зъл, преби Спъди ялата Х Дивизия. След като Ейрис загуби мач е накаран да напусне TNA.
След това, Ейрис не е злия за дълго, показвайки уважение, като даде на Спъд папионката му и му вдигна ръката, правейки Ейрис добър в процеса.
На 28 юни 2015 Ейрис напусна TNA, когато договорът му с компанията изтече.
По време на избрани епизоди на Impact през октомври и ноември (записано през юли), Ейрис е сложен в Сериите на Световната титла на TNA за свободната Световна титла в тежка категория на TNA, получавайки 4 точки в турнира. Но завърши на трето място в неговия сектор, което не го квалифицира за кръга от 16.

### Второ завръщане в ROH (2015)
На 6 юли 2015, Ring of Honor обяви завръщането на Ейрис. Тогава Ейрис е обявен като заместник за Родерик Стронг в отборния мач между шестима на Дивия турнир във Вегас на 17 юли заедно с Мус и Безспорния Световен и Телевизионен шампион Джей Литал срещу Джей Бриско, Далтън Касъл и Кайл О'Райли.

### WWE

#### NXT (от 2016 г.)
Четири години преди да подпише с WWE, докато все още е в TNA, Ейрис озвучава гласа на главния герой Джейкъб Кас в режима Пътят към КечМания на видеоиграта на WWE, WWE '12.
На 22 януари 2016 WWE обяви, че Ейрис се е присъединил в NXT. На 2 март на NXT, Ейрис направи своя дебют, представен от главния мениджър Уилям Ригъл, преди да бъде атакуван от Барън Корбин по пътя към ринга. Мач между двамата се проведе на Завземане: Далас, където Ейрис победи Корбин. На 18 май в епизод на NXT, Ейрис партнира с Шинске Накамура, побеждавайки Блейк и Мърфи. В края на май, Ейрис започна да се държи по-арогантно на ринга и докато говори, официално правейки го лош за пръв път в кариерата му в WWE.

## Личен живот
Солуолд е сгоден с професионалната кечистка Теа Тринидад.
Солуолд е веган от 2011.
Солуолд също е фен на Грийн Беърс Пакърс, Милуоки Брюърс и Милуоки Бъкс, и е играл футбол и бейзбол.
Солуолд има татуировка на китайския знак Рам （羊）, горе в лявата си ръка в символ на Овена, което е неговото сценично име и неговия зодиакален знак.

## В кеча
- Финални ходове
  - 450° splash[2]
  - Brainbuster,[2] понякога от второто въже[68]
  - Discus elbow smash[133][134] (WWE)
  - Horns of Aries / Last Chancery[135] (Bridging arm triangle choke)
- Ключови ходове
  - Crucifix bomb[136]
  - Death Valley driver, понякога на ръба на ринга[137]
  - Figure Eight Leglock[138] (Modified figure-four leglock)
  - Fish Hook of Doom (Натискане с двете колена върху ръката на опонент с главата-надолу, преди да нанесе fish hook)[139]
  - Forward Russian legsweep[134]
  - Жабешко цамбурване[140]
  - Head stand в падащ лист на седнал опонент, като отбрана от neckscissors[141]
  - Heat Seeking Missile (Suicide dive)[139]
  - IED (Running dropkick на опонент на ъгъла)[142][143]
  - Inverted suplex slam[134]
  - Japanese arm drag[134]
  - Скачане над ъгъла като уловка, последвано от предено превъртане до противоположния ъгъл, последвано от leaping back elbow[144]
  - Macho Neck Snap[2] (Springboards на гърба на противник, метнат през второто въже и изпълняване на neck snap на висящ опонент)
  - No-handed springboard moonsault[134]
  - Pendulum Elbow[2] (Pendulum backbreaker hold, последван от elbow drop на лицето на противника)
  - Powerdrive Elbow (Twisting elbow drop, с постановки)[2]
  - Rolling fireman's carry slam[134]
  - Slow Motion Special (Running jumping delayed knee drop, с постановки)[140]
  - Scissored armbar[2]
  - Shin breaker, последван от leg-hook Saito suplex[138][142]
  - Sidewalk slam[145]
  - Slingshot back elbow на опонент на ъгъла[146]
  - Slingshot corkscrew splash[2][134]
- Прякори
  - „Двойния А“[40][147]
  - „Кеч машина“
  - „Звездата“[148][149]
  - „Най-великия човек, живаял някога“[40][150][151]
  - „Васкуларния Вегитариянец“[41]
  - „НВ3 (Най-важния васкуларен вегитариянец)“[152]
  - „Mr. It“[153]
  - „Най-великия мениджър, живял някога“[44]
  - „Главната атракция“
  - „Общият знаменател на величие“
- Входни песни
  - „Born of a Broken Man“ на Rage Against the Machine[154] (ROH/Независими компании)
  - „Personal Jesus“ на Мерилин Менсън[155] (ROH/Независими компании)
  - „The Greatest Man That Ever Lived (Весии на Shaker Hymn)“ на Weezer[41][156] (ROH/Независими компании)
  - „Raging of the Region“ на Дейл Оливър[3] (TNA/Независими компании)
  - „Raging of the Region“ + „Off the Chain“ на Дейл Оливър и Сърдж Салинас (TNA; използвана като член на Мръсните злодей)
  - „Ambition and Vision“ на CFO$[157] (NXT; от 22 януари 2016 г.)

## Шампионски титли и отличия
- European Pro Wrestling
  - Шампион на EPW (1 път)
- Mid-American Wrestling
  - Шампион в полутежка категория на MAW (1 път)[2]
- Midwest Championship Wrestling
  - Шампион в полутежка категория на MCW (1 път)[2]
- Midwest Independent Association of Wrestling
  - Шампион в полутежка категория на MIAW (2 пъти)[2]
- Minnesota Independent Wrestling
  - Шампион в полутежка категория на MIW (2 пъти)[2]
- NWA Midwest
  - Средно-западен Х Дивизионен шампион на NWA (1 път]])[2]
- Neo Pro Wrestling
  - Шампион в полутежка категория на NPW (2 пъти)[2]
  - Турнир за Титлата в полутежка категория на NPW (2002)[2]
- Pro Wrestling Illustrated
  - PWI го класира като #12 от топ 500 индивидуални кечисти в PWI 500през 2013[158]
- Pro Wrestling WAR
  - Шампион в тежка категория на PWW (1 път)[2]
- Ring of Honor
  - Световен шампион на ROH (2 пъти)[6]
  - Световен отборен шампион на ROH (1 път) – с Родерик Стронг[10]
- Steel Domain Wrestling
  - Отборен шампион на SDW (1 път) – с Тед Диксън[2]
- Total Nonstop Action Wrestling
  - Световен шампион в тежка категория на TNA (1 път)[85]
  - Х Дивизионен шампион на TNA (6 пъти)
  - Световен отборен шампион на TNA (1 път) – с Боби Рууд
  - Представителен турнир на Х Дивизията (2011)[58]
  - Златен турнир (2014)
  - Feast or Fired (2015 – договор за Световната титла в тежка категория)
  - Петият Тройно-коронован шампион на TNA

### Лучас де апустас рекорд
| Победител (залог)                                                      | Загубил (залог)                                                        | Място            | Събитие          | Дата        | Пояснение                  |
| ---------------------------------------------------------------------- | ---------------------------------------------------------------------- | ---------------- | ---------------- | ----------- | -------------------------- |
| Остин Ейрис (договор) срещу Самоа Джо (договор) приключи без победител | Остин Ейрис (договор) срещу Самоа Джо (договор) приключи без победител | Орландо, Флорида | Impact Wrestling | 8 май 2014  | Излъчено на 5 юни 2014.    |
| Рокстар Спъд (Името „Рокстар“)                                         | Остин Ейрис (договор)                                                  | Орландо, Флорида | Impact Wrestling | 27 юни 2015 | Излъчено на 5 август 2015. |